# Cesare Ceva di Lesegno
Cesare GianGiacomo Ceva di Lesegno (fl. XVIII-XIX secolo) è stato un militare italiano, marchese di Lesegno e governatore di Asti e Alessandria.

## Biografia
Cesare discendeva dalla famiglia Ceva  che secondo il Manno vanta antiche origini Aleramiche .
Nel 1790, da semplice vassallo, venne investito del titolo di marchese di Lesegno.
Nel 1794 venne promosso luogotenente e nel 1796 colonnello di fanteria. Nel 1797 gli venne affidato l'incarico di luogotenente colonnello del Reggimento Aosta. Per le sue doti militari, nel 1798 assunse il governo della città di Asti ed in seguito di Alessandria.
Sposò Costanza Benedicti.